# Juhani Aaltonen

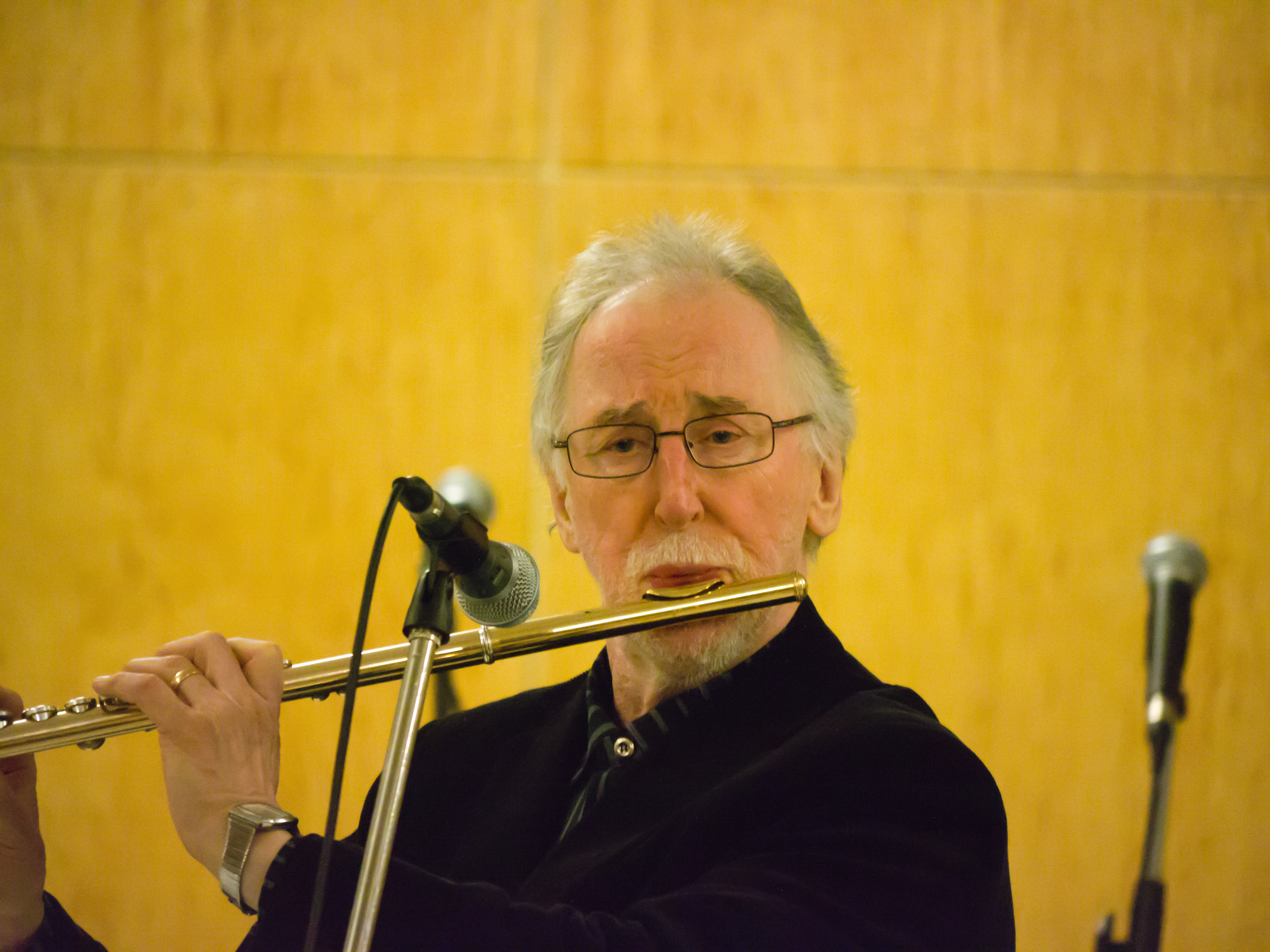
Juhani Aaltonen

Juhani Aaltonen (Kouvola, 12 de dezembro de 1935) é um saxofonista e flautista finlandês.